# گیودون

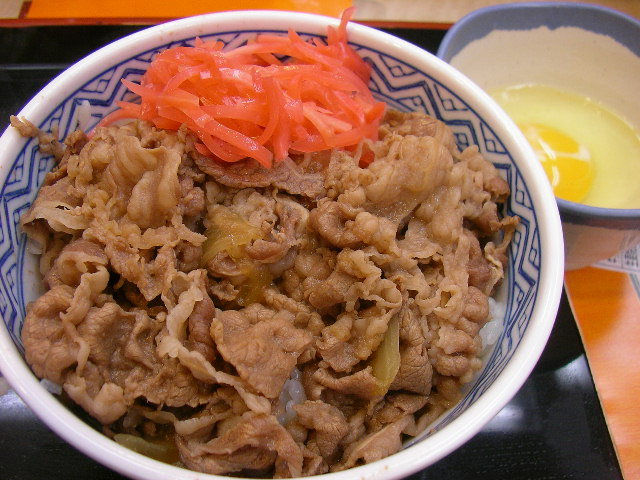
گیودون به همراه بنی‌شوگا.

گیودون (به ژاپنی: 牛丼 ぎゅうどん Gyūdon) نام یکی از انواع دون‌بوری در آشپزی ژاپنی است. در گیودون گوشت گوساله ورقه ورقه شدهٔ نازک و پیاز ورقه شده همراه هم پخته و مزهٔ داده می‌شوند سپس در کاسهٔ مخصوصی به نام دون یا دون‌بری ابتدا گوهان (برنج ژاپنی پخته) و بر روی آن، مخلوط گوشت گاو و پیاز پخته شده، قرار می‌گیرد. گیودون معمولاً به همراه بنی‌شوگا (ترشی زنجبیل) صرف می‌شود.          

## انواع دیگر دون‌بوری
- اویاکودون (گوشت مرغ بر روی برنج)
- کاتسودون (گوشت خوک بر روی برنج)
- کاره‌دون (خورش کاری بر روی برنج)
- تن‌دون (عمدتاً غذاهای دریایی بر روی برنج)
- اونادون (مارماهی بر روی برنج)
- تک‌کادون (تن ماهی خام بر روی برنج)